# Little Ego
Little Ego ist ein erotischer Comicstrip des italienischen Comiczeichners Vittorio Giardino. Laut Harald Havas erlangte der Zeichner durch diesen Comic „schlagartig [...] internationale Bekanntheit“. Darüber hinaus war Little Ego das erste von Giardino gezeichnete erotische Abenteuer. Nach Ansicht von Tim Pilcher handelt es sich bei Little Ego um Giardinos berühmtestes Werk.

## Handlung und Veröffentlichungen
Die an Winsor McCays Little Nemo angelehnte Handlung erzählt in kurzen Geschichten die erotischen Träumereien der attraktiven Protagonistin, die nach dem Aufwachen jedes Mal überlegt, wie sie das Geträumte ihrem Psychoanalytiker erzählt. Der Inhalt der Träumereien behandelt viele Spielarten des Sex, unter anderem Homosexualität und Zoophilie.
Der erste Strip von Little Ego erschien in Italien im Januar 1984 im zur Zeitschrift Glamour gehörenden Glamour International Magazine. Ein italienischsprachiges Album wurde vom Glamour Verlag 1990 herausgebracht. Eine amerikanische Gesamtausgabe erschien bereits ein Jahr zuvor bei Catalan Communications in New York, ebenso wie eine französische Ausgabe bei Glénat. Das US-amerikanische Magazin Heavy Metal brachte in den Jahren 1993 und 1994 in loser Folge ebenfalls Geschichten von Little Ego heraus. Eine deutschsprachige Ausgabe erschien 1990 in der Reihe Erotic Souvenirs beim Carlsen Verlag. Zudem erschien Little Ego unter anderem in dänischer, portugiesischer und spanischer Sprache.